# توني باركر
توني باركر (بالفرنسية: Tony Parker) مواليد 17 مايو 1982، هو لاعب كرة سلة فرنسي يلعب مع فريق سان أنطونيو سبرز في الرابطة الوطنية لكرة السلة ويحمل الرقم 9. يبلغ طوله 6 قدم 2 بوصة (1.9 م).

## فرق لعب لها
- سان أنطونيو سبرز

## الميداليات
| الميدالية | المسابقة                         |
| --------- | -------------------------------- |
| ذهبية     | بطولة أمم أوروبا لكرة السلة 2013 |
| فضية      | بطولة أمم أوروبا لكرة السلة 2011 |

## روابط خارجية
- توني باركر على موقع IMDb (الإنجليزية)
- توني باركر على موقع الموسوعة البريطانية (الإنجليزية)
- توني باركر على موقع ألو سيني (الفرنسية)
- توني باركر على موقع ميوزك برينز (الإنجليزية)
- توني باركر على موقع إن إن دي بي (الإنجليزية)
- توني باركر على موقع ديسكوغز (الإنجليزية)
- توني باركر على موقع قاعدة بيانات الفيلم (الإنجليزية)
- توني باركر على موقع الاتحاد الدولي لكرة السلة (الإنجليزية)
- توني باركر على موقع الدوري الأوروبي لكرة السلة (الإنجليزية)
- توني باركر على موقع إن بي أي (الإنجليزية)
- توني باركر على موقع سبورتس رفرنس (الإنجليزية)
- توني باركر على موقع كرة السلة الأوروبية.كوم (الإنجليزية)
- توني باركر على موقع DraftExpress.com (الإنجليزية)
- توني باركر على موقع إي إس بي إن.كوم (الإنجليزية)
- توني باركر على موقع ريلجم (الإنجليزية)
- توني باركر على موقع بروبوليرز (الإنجليزية)
- توني باركر على موقع سبورتس رفرنس (الإنجليزية)